# Frankrike i olympiska vinterspelen 2002
Frankrike deltog i olympiska vinterspelen 2002. Frankrikes trupp bestod av 114 idrottare varav 87 var män och 27 var kvinnor. Den äldsta idrottaren i Frankrikes trupp var Dominique Dupont Roc (38 år, 139 dagar) och den yngsta var Brian Joubert (17 år, 145 dagar). 

## Medaljer

### Guld
- Alpin skidåkning
  - Damer Störtlopp: Carole Montillet
  - Herrar Slalom: Jean-Pierre Vidal

- Konståkning
- Isdans: Marina Anissina och Gwendal Peizerat

- Snowboard
  - Damer Parallellstorslalom: Isabelle Blanc

### Silver
- Alpin skidåkning
  - Herrar Slalom: Sébastien Amiez
  - Damer Slalom: Laure Pequegnot

- Skidskytte
  - Herrar 12,5 km Sprint: Raphaël Poirée

- Snowboard
  - Damer Parallellstorslalom: Karine Ruby
  - Damer Half-Pipe: Doriane Vidal

### Brons
- Skidskytte
  - Herrar 4x7,5 km stafett: Vincent Defrasne, Gilles Marguet, Raphaël Poirée och Julien Robert

- Freestyle
  - Herrar Puckelpist: Richard Gay